# دانشنامه کارآفرینی
دانشنامه کارآفرینی اثر مشترک منوچهر اکبری و محمدرضا سپهری است که توسط بنیاد دانشنامه‌نگاری ایران و مؤسسه کار و تأمین اجتماعی در ۲۲ خرداد ۱۳۸۹ منتشر شد و در دوره بیست و هشتم جایزه کتاب سال جمهوری اسلامی ایران، در شاخه مدیریت به‌عنوان «کتاب سال ایران» برگزیده شد.

## سایت دانشنامه کارآفرینی
دانشنامه برخط کارآفرینی به آدرس https://wiki.entreneed.ir توسط جمعی از دانشجویان دانشگاه تهران (دانشکدگان فارابی) در سال 1400 تولید و به صورت رایگان در اختیار عموم علاقمندان به حوزه کارآفرینی قرار گرفته است.